# A Peacetime MCU
『A Peacetime MCU』（ア・ピースタイム・エムシーユー）は、日本のヒップホップMC、MCUの1枚目のアルバム。2005年5月11日発売。発売元はBMG JAPAN。

## 解説
- KICK THE CAN CREW活動休止後、本格的にソロ活動を開始してから1枚目のアルバム。
- オリコン5位を獲得した。
- アルバムのタイトルはTHE BOOMのデビューアルバム『A PEACETIME BOOM』のもじり。さらにジャケットもそのアルバムのパロディになっている。

## 収録曲

### CD
1. FUMIKA’S VOICE (0:40)
ラジオパーソナリティーである秀島史香によるアルバム紹介。BGM等は無し。
2. U'S　PROFILE / MCU feat. TAKUYA (5:24)
作詞・作曲：MCU TAKUYA
3. ビカビカ / MCU feat. THEATRE BROOK (6:31)
作詞・作曲：MCU 佐藤泰司
4. クレイジービンズ / MCU feat. ジェット機 (5:05) 
作詞：MCU 宮田ジェット、作曲：MCU akkinジェット
5. サーフライダー / MCU feat. 浜崎貴司 (4:44)
作詞・作曲：MCU 浜崎貴司
2ndシングル。PV監督は牧鉄馬
6. いいわけ / MCU feat. Ryoji（ケツメイシ） (6:25)
作詞・作曲：MCU Ryoji
PV監督は堤幸彦
7. マイクチェック1 / MCU feat. WADA（アルファ） (2:45)
作詞・作曲：MCU WADA
8. マイクチェック2 / MCU feat. TSUBOI（アルファ） (3:11)
作詞・作曲：MCU TSUBOI
9. しし座のA型 / MCU feat. KOHEI JAPAN (3:23)
作詞・作曲：KOHEI JAPAN MCU
10. SALT SCATTER / MCU feat. EL-MALO (4:30) 
作詞・作曲：MCU 柚木隆一郎
11. NO DESTINATION / MCU with 森重樹一（ZIGGY） (4:33)
作詞・作曲：MCU 森重樹一
12. B.A.M.O.R.A. / MCU feat. 175R (4:28)
作詞・作曲：MCU SHOGO
13. 陽の光をあびて / MCU feat. 高野寛 (5:39)
作詞・作曲：MCU 高野寛
14. ありがとう / MCU feat. 宮沢和史 (4:39) 
作詞・作曲：MCU 宮沢和史
3rdシングル。PV監督は堤幸彦
15. 影ふみ / MCU feat. CHABA (4:31) 
作詞・作曲：MCU CHABA
16. 幸せであるように（同級生remix）/ MCU feat.浜崎貴司 　remixed by DJ TATSUTA (4:58)
作詞・作曲：MCU 浜崎貴司
1stシングル。ボーナストラック。PV監督は須永秀明

### DVD(限定盤のみ)
1. サーフライダー / MCU feat. 浜崎貴司 (PV)
2. ありがとう / MCU feat. 宮沢和史 (PV)
3. いいわけ / MCU feat. Ryoji（ケツメイシ） (PV)
4. 2005年6月23日 渋谷公会堂ダイジェスト

## 参加ミュージシャン
- 小山田圭吾
- 武田真治